# Fotbal Club Municipal Alexandria
L'FCM Alexandria (nome completo Fotbal Club Municipal Alexandria) è una società calcistica di Alexandria, in Romania. Attualmente milita in Liga II.

## Storia
Nel 2005 Florea Voicila, grande ex giocatore della squadra principe della città, la Rulmentul Alexandria, ai tempi della Divizia B, fonda una squadra con il proprio nome, la  Florea Voicila Alexandria, con l'obiettivo di far crescere e promuovere giovani talenti. La squadra viene iscritta in  Onoare.
La Florea Voicila vivacchia in  Onoare fino alla stagione 2006-07 quando viene promossa in Liga IV mentre la squadra storica della Rulmentul retrocede lo stesso anno anch'essa in Liga IV a causa dei tagli di fondi da parte della Koyo, società coreana proprietaria della fabbrica Rulmentul e della squadra associata, dopo che solo pochi anni prima, stagioni 2002-03, 2003-04 e 2004-05, era di nuovo tornata in Divizia B.
La prima stagione in Liga IV si conclude a metà classifica e nell'estate 2008 il Comune, visto il contemporaneo fallimento della Rulmentul, decide di puntare sulla Florea Voicila come nuova squadra di bandiera della città. A seguito dell'intervento del Comune la Florea Voicila cambia denominazione in  FCM Alexandria, dove FCM sta per Fotbal Club Municipal appunto.
La stagione 2008-09 viene dominata dall'FCM Alexandria che si laurea quindi  Campione di judet ed ha la possibilità di essere promossa in Liga III tramite gli spareggi promozione che la vedono opposta alla Conpet Bucarest. Nonostante il buon seguito di tifosi però lo spareggio viene  perso per 2-1. La dirigenza comunque non si dà per vinta e da domanda di ripescaggio, domanda che va a buon fine e la squadra viene ripescata quindi in Liga III.
La prima stagione in Liga III viene vissuta tranquillamente senza rischi dall'FCM Alexandria che, a parte un brivido finale di rischio retrocessione visto i pochi punti che separavano le squadre di metà classifica dalle ultime, conclude la stagione con un onorevole ottavo posto.

## Palmarès

### Competizioni nazionali
- Liga III: 1

2022-2023 (gruppo 6)